# Campeonato de Francia de Rugby 15 1994-95
El Campeonato de Francia de Rugby 15 1994-95 fue la 96.ª edición del Campeonato francés de rugby.
El campeón del torneo fue el equipo de Toulouse quienes obtuvieron su décimo segundo campeonato.

## Desarrollo

### Primera fase
| Pos | Equipo        | Puntos |
| --- | ------------- | ------ |
| 1   | Perpignan     | 35     |
| 2   | Toulouse      | 33     |
| 3   | Narbonne      | 32     |
| 4   | Montpellier   | 32     |
| 5   | Auch          | 30     |
| 6   | Graulhet      | 22     |
| 7   | Châteaurenard | 22     |
| 8   | Périgueux     | 18     |

| Pos | Equipo           | Puntos |
| --- | ---------------- | ------ |
| 1   | Brive            | 34     |
| 2   | Bourgoin-Jallieu | 33     |
| 3   | Racing Paris     | 32     |
| 4   | Castres          | 31     |
| 5   | Nice             | 31     |
| 6   | Montferrand      | 29     |
| 7   | Tarbes           | 18     |
| 8   | Saint-Paul       | 16     |

| Pos | Equipo           | Puntos |
| --- | ---------------- | ------ |
| 1   | Dax              | 34     |
| 2   | Bègles-Bordeaux  | 34     |
| 3   | Agen             | 32     |
| 4   | Nîmes            | 30     |
| 5   | Biarritz         | 29     |
| 6   | Pau              | 27     |
| 7   | Avenir Valencien | 21     |
| 8   | Cannes           | 17     |

| Pos | Equipo          | Puntos |
| --- | --------------- | ------ |
| 1   | Grenoble        | 33     |
| 2   | Rumilly         | 32     |
| 3   | Toulon          | 32     |
| 4   | Colomiers       | 30     |
| 5   | Stade Bordelais | 30     |
| 6   | Bayonne         | 28     |
| 7   | Dijon           | 23     |
| 8   | Tyrosse         | 16     |

### Top 16
| Pos | Equipo          | Puntos |
| --- | --------------- | ------ |
| 1   | Perpignan       | 16     |
| 2   | Bègles-Bordeaux | 14     |
| 3   | Racing Paris    | 9      |
| 4   | Colomiers       | 8      |

| Pos | Equipo   | Puntos |
| --- | -------- | ------ |
| 1   | Toulouse | 17     |
| 2   | Toulon   | 14     |
| 3   | Brive    | 11     |
| 4   | Nîmes    | 6      |

| Pos | Equipo      | Puntos |
| --- | ----------- | ------ |
| 1   | Dax         | 16     |
| 2   | Castres     | 14     |
| 3   | Rumilly     | 10     |
| 4   | Montpellier | 8      |

| Pos | Equipo              | Puntos |
| --- | ------------------- | ------ |
| 1   | CS Bourgoin-Jallieu | 14     |
| 2   | SU Agen             | 13     |
| 3   | RC Narbonne         | 12     |
| 4   | FC Grenoble         | 9      |

### Cuartos de final
| abril de 1995 | Toulouse | 19 - 6 | Agen |  |  |

| abril de 1995 | Bourgoin | 37 - 11 | Bourdeaux-Begles |  |  |

| abril de 1995 | Castres | 12 - 12 | Perpignan |  |  |

| abril de 1995 | Toulon | 23 - 8 | Dax |  |  |

### Semifinal
| abril de 1995 | Toulouse | 16 - 10 | Bourgoin |  |  |

| abril de 1995 | Castres | 18 - 13 | Toulon |  |  |

### Final
| 6 de mayo de 1995 | Toulouse | 31 - 16 | Castres | Parc des Princes, París |  |

| Bandera de Francia    |
| Campeón Toulouse      |
| Décimo segundo título |